# 先端!ニューカマー
先端!ニューカマー（せんたん　ニューカマー）は、東京の独立UHF局・TOKYO MXで放送されていたクイズ番組。TOKYO MX開局以来初のレギュラークイズ番組。

## 概要
現代の最先端で活躍している企業・話題人・スポット・エンターテインメントの情報をスタジオのゲストを交えたクイズ形式で紹介していた。
2011年1月8日『クイズ!先端tic』として放送開始。同年3月26日以降、SS-1塾講師が出演しなくなったと共に、出演女子大生が3名から2名となった。2011年7月16日の放送からリニューアルし、番組のタイトルも『先端!ニューカマー』に改名したが、同年9月24日の放送をもって最終回を迎えた。
司会の黒田治は、もともとはラジオパーソナリティー。現在もFM NACK5の平日夕方のワイド番組『夕焼けシャトル』のパーソナリティーを務めている一方で、フジテレビの情報番組『知りたがり!』にも毎日「情熱ウォッチャー」として出演している。この黒田治と、クイズ解答者＝ゲストとの絡みが非常に面白く、番組の見どころとなっていた。

## 出演者
メイン出演者
- MC：黒田治（2011年1月8日〜9月24日）
- アシスタント：脊山麻理子（2011年7月2日〜9月24日）

過去の出演者
- アシスタント：丸尾歩（2011年1月8日〜2011年3月26日）
- アシスタント：グラン有紀（2011年4月2日〜6月25日）
- 特命リサーチャーSAYAKA：市井紗耶香（2011年4月16日〜9月24日）

## ゲスト

### スタジオゲスト
- B.M.H.（2011年3月26日・4月2日・4月9日・4月16日）
- イルマスエンデール玲（HI LOCKATION MARKETS）（2011年3月26日・4月2日・4月9日・4月16日）

### モバオク×クイズ!先端tic
- 森久保祥太郎（2011年4月2日）
- SCANDAL（2011年4月9日・4月16日）